# آرتور باکستون (بازیکن فوتبال)
آرتور باکستون (انگلیسی: Arthur Buxton؛ زادهٔ ۱۵ مهٔ ۱۹۰۸) یک بازیکن فوتبال زاده بارلبرو، دربی‌شایر، انگلستان است.